# Obskuriøst
Obskuriøst er et dansk fanzine startet i 2001 redigeret af Henrik Larsen . Obskuriøst startede som overvejende filmblad. Det behandler i dag lidt forsømte emner indenfor film, musik og litteratur.